# Acrocephalus concinens
Acrocephalus concinens е вид птица от семейство Acrocephalidae. Видът е незастрашен от изчезване.

## Разпространение
Разпространен е в Афганистан, Бангладеш, Бутан, Китай, Индия, Лаос, Мианмар, Непал, Пакистан, Тайланд и Виетнам.